# Giuseppe Pizzardo
Giuseppe Pizzardo, né le 13 juillet 1877 à Savone et mort le 1er août 1970 à Rome, est un cardinal italien qui exerce les fonctions de préfet de la Congrégation pour l'éducation catholique de 1939 à 1968 et de secrétaire du Saint-Office de 1951 à 1959. Il est élevé au cardinalat en 1937.

## Biographie
Né à Savone, Giuseppe Pizzardo fit ses études à l'Université pontificale grégorienne, à l'Université pontificale du Latran et à l'Académie pontificale ecclésiastique avant d'être ordonné prêtre le 19 septembre 1903.
De 1908 à 1909, il exerça une activité  pastorale à Rome et servit à la secrétairerie d'État du Vatican. Il fut élevé au rang de Monsignor et nommé secrétaire de la nonciature en Bavière le 7 juin 1909. Dans la Congrégation pour les affaires ecclésiastiques extraordinaires, il fut nommé  sous-secrétaire (1920), substitut (1921) et secrétaire (1929). Il devint protonotaire apostolique le 11 janvier 1927. Il fut un des signataires des Accords du Latran le 11 février 1929.
Le pape Pie XI le nomma archevêque titulaire de Cyrrhus (de) le 28 mars 1930 et, le 22 avril suivant, archevêque titulaire de Nicée ; il reçut la consécration épiscopale le 27 avril de la même année des mains du cardinal Pacelli, avec l'archevêque Giuseppe Palica (it) et le cardinal Francesco Marchetti-Selvaggiani servant comme co-consécrateurs.
Il fut nommé président de la Commission pontificale pour la Russie le 21 décembre 1934 et assistant au trône pontifical le 19 janvier 1936. Il fut créé cardinal avec le titre de cardinal-prêtre de S. Maria in Via Lata par Pie XI au consistoire du 13 décembre 1937 et fut préfet de la Congrégation pour les séminaires et les universités du 14 mars 1939 jusqu'à sa démission, le 13 janvier 1968.
Il fut nommé secrétaire du Saint-Office (équivalent de ce qu'on appelle maintenant préfet de la Congrégation pour la doctrine de la foi) le 16 février 1951 par Pie XII, pour lequel il avait travaillé de longues années à la secrétairerie d'État, et démissionna le 12 octobre 1959. Cardinal-évêque d'Albano après le 21 juin 1948, il participa au Deuxième concile du Vatican.
Il était connu pour avoir été un des premiers patrons et un des mentors de Giovanni Battista Montini, le futur Paul VI, dont on dit qu'il a voté pour le cardinal Pizzardo au conclave de 1963. Bien que leurs rapports fussent devenus plus distants après que Giovanni Battista Montini eut accédé au trône de saint Pierre, le dernier voyage de Paul VI hors de sa résidence d'été avant de mourir en août 1978 fut à l'occasion d'une messe commémorative pour l'anniversaire de la mort du défunt cardinal.
On le considérait comme profondément conservateur. Pendant qu'il exerçait au Saint-Office, il mit à l'Index une thèse de doctorat française qui avait pour sujet le sexe dans la vie de l'Église et condamna La Puissance et la Gloire de Graham Greene, assurant que l'opinion des fonctionnaires de la Curie envers le roman était « tout à fait défavorable ». Il dénonça également le mouvement français des prêtres-ouvriers, ainsi que la participation des catholiques au Réarmement moral, à qui il reprochait d'avoir été fondé par un protestant américain et de placer ses adhérents catholiques en dehors du contrôle de la hiérarchie catholique.

## Anecdotes
- Le cardinal Pizzardo fut le représentant du pape au couronnement du roi George VI d'Angleterre le 12 mai 1937.
- Il participa également à l'Action catholique, siégeant au Comité central comme Assistant ecclésiastique en 1923, et comme président en 1938.
- Nommé vice-doyen du Sacré-Collège le 29 mars 1965, il fut un des électeurs capitaux les plus influents aux conclaves de 1939, 1958 et de 1963.

## Succession apostolique
Giuseppe Pizzardo a ordonné les évêques suivants :
- Évêque Oreste Rauzi (1939)
- Évêque Pietro Ossola (it) (1940)
- Cardinal Ernesto Ruffini (1945)
- Archevêque Roberto Ronca (1948)
- Évêque Giovanni Battista Parodi (it) (1948)
- Évêque Petrus Canisius Jean van Lierde, O.S.A. (1951)
- Cardinal Fiorenzo Angelini (1956)
- Évêque Frederick William Freking (en) (1957)